# 学校法人日本芸術学園
学校法人日本芸術学園（がっこうほうじんにほんげいじゅつがくえん）とは、東京都大田区山王2-12-13にある学校法人。

## 沿革
- 1958年6月 - 日本俳優芸能学園（にほんはいゆうげいのうがっこう）を設立
- 1978年7月 - 学校法人日本芸術学園に改組

## 設置している学校
- 日本芸術高等学園（高等専修学校）
- 東京表現高等学院MIICA（高等専修学校）
- 日本芸術専門学校（専門学校）